# Maycoll Cañizalez
Miguel Cañizalez-Smith, detto Maycoll (Quezaltepeque, 28 dicembre 1982), è un ex calciatore salvadoregno naturalizzato canadese, di ruolo centrocampista.

## Carriera

### Club
Miguel Cañizalez ha iniziato a giocare in Germania tra le file del Werder Brema II, prima di passare all'Hannover 96 II e all'Oberneuland. Dopo una piccola parentesi in terra statunitense nel 2007, ritorna nel campionato tedesco al Bonner. Nel 2010 si trasferisce al Fortuna Colonia.

### Nazionale
Ha giocato in totale cinque partite in nazionale canadese, segnando anche un goal. Ha fatto parte della selezione che ha partecipato alla CONCACAF Gold Cup 2003 che si è giocata negli Stati Uniti e in Messico.